# غليب قوربان
غليب قوربان (بالروسية: Гурбан, Глеб Витальевич)‏ هو لاعب كرة قدم بيلاروسي في مركز الدفاع، ولد في 15 مايو 2001 في مينسك في بيلاروس. لعب مع نادي مينسك.

## وصلات خارجية
- غليب قوربان على موقع الاتحاد الأوربي (الإنجليزية)
- غليب قوربان على موقع قاعدة بيانات كرة القدم.إي يو (الإنجليزية)
- غليب قوربان على موقع Soccerway.com (الإنجليزية)